# هومادلی
هومادلی (به لاتین: Hohmädli) یک کوه در سوئیس است که در کانتون برن واقع شده‌است. هومادلی ۲٬۰۲۱ متر بالاتر از سطح دریا واقع شده‌است.